# Chamaecrista desvauxii
Chamaecrista desvauxii es una especie de planta fanerógama perteneciente a la familia Fabaceae. Es originaria de Sudamérica.

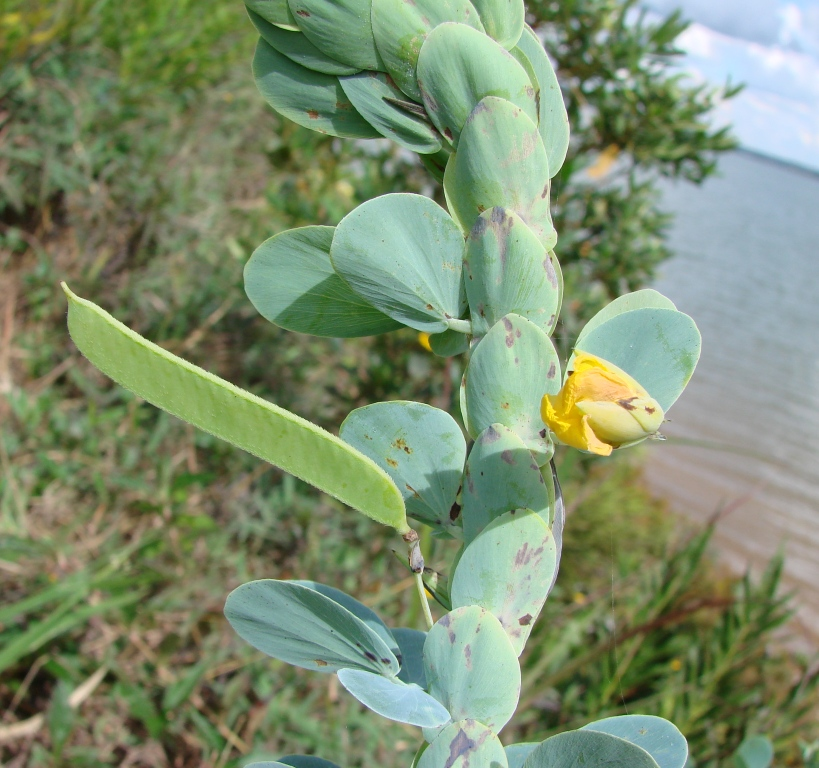
var. latistipula

## Descripción
Son fruticosas o frutescentes con la edad, alcanzando un tamaño de 0.3–1.4 m de alto. Las hojas de 2–4.5 cm de largo, de textura gruesa, glauco-glabras o finamente pilosas; folíolos 2 pares, obovados u oblanceolados, obtusos, a veces mucronulados, los del par distal 13–30 mm de largo y 4–14 mm de ancho; pecíolos 3–8 mm de largo, con un nectario sésil, estípulas ovadas o ampliamente lanceoladas, 5–15 mm de largo, con varios nervios. Pedicelos axilares, solitarios, 1–8 mm de largo; sépalos lanceolados, con nervadura estriada, muy desiguales, el interno más largo 12–20 mm de largo; pétalo abaxial más largo 13–24 mm de largo; estambres 10. Fruto oblongo, plano-comprimido, 2–3.5 cm de largo y 6–12 mm de ancho, estrigoso o piloso con tricomas grisáceos o amarillentos.

## Taxonomía
Chamaecrista desvauxii fue descrito por (Collad.) Killip y publicado en Brittonia 3(2): 165. 1939.
Etimología
Chamaecrista: nombre genérico que deriva de las palabras griegas: chama = "bajo, enano" y crista = "cresta".
desvauxii: epíteto otorgado en honor del botánico Nicaise Augustin Desvaux.
Variedades aceptadas
- Chamaecrista desvauxii var. brevipes (Benth.) H.S.Irwin & Barneby
- Chamaecrista desvauxii var. langsdorffii (Vogel) H.S.Irwin & Barneby
- Chamaecrista desvauxii var. latifolia (Benth.) H.S.Irwin & Barneby
- Chamaecrista desvauxii var. latistipula (Benth.) G.P.Lewis
- Chamaecrista desvauxii var. linearis (H.S.Irwin) H.S.Irwin & Barneby
- Chamaecrista desvauxii var. malacophylla (Vogel) H.S.Irwin & Barneby
- Chamaecrista desvauxii var. mollissima (Benth.) H.S.Irwin & Barneby
- Chamaecrista desvauxii var. pirebebuiensis (Chodat & Hassl.) H.S.Irwin & B
- Chamaecrista desvauxii var. saxatilis (Amshoff) H.S.Irwin & Barneby
- Chamaecrista desvauxii var. triumviralis H.S.Irwin & Barneby

Sinonimia
- Cassia adscendens Colla
- Cassia desvauxii Collad.
- Cassia langsdorffii var. longipedicellata H.S.Irwin
- Cassia tetraphylla var. littoralis H.S.Irwin
- Cassia uniflora var. glaucescens Vogel
- Chamaecrista desvauxii var. desvauxii
- Chamaecrista uniflora Pittier[4]